# Beschimmeling

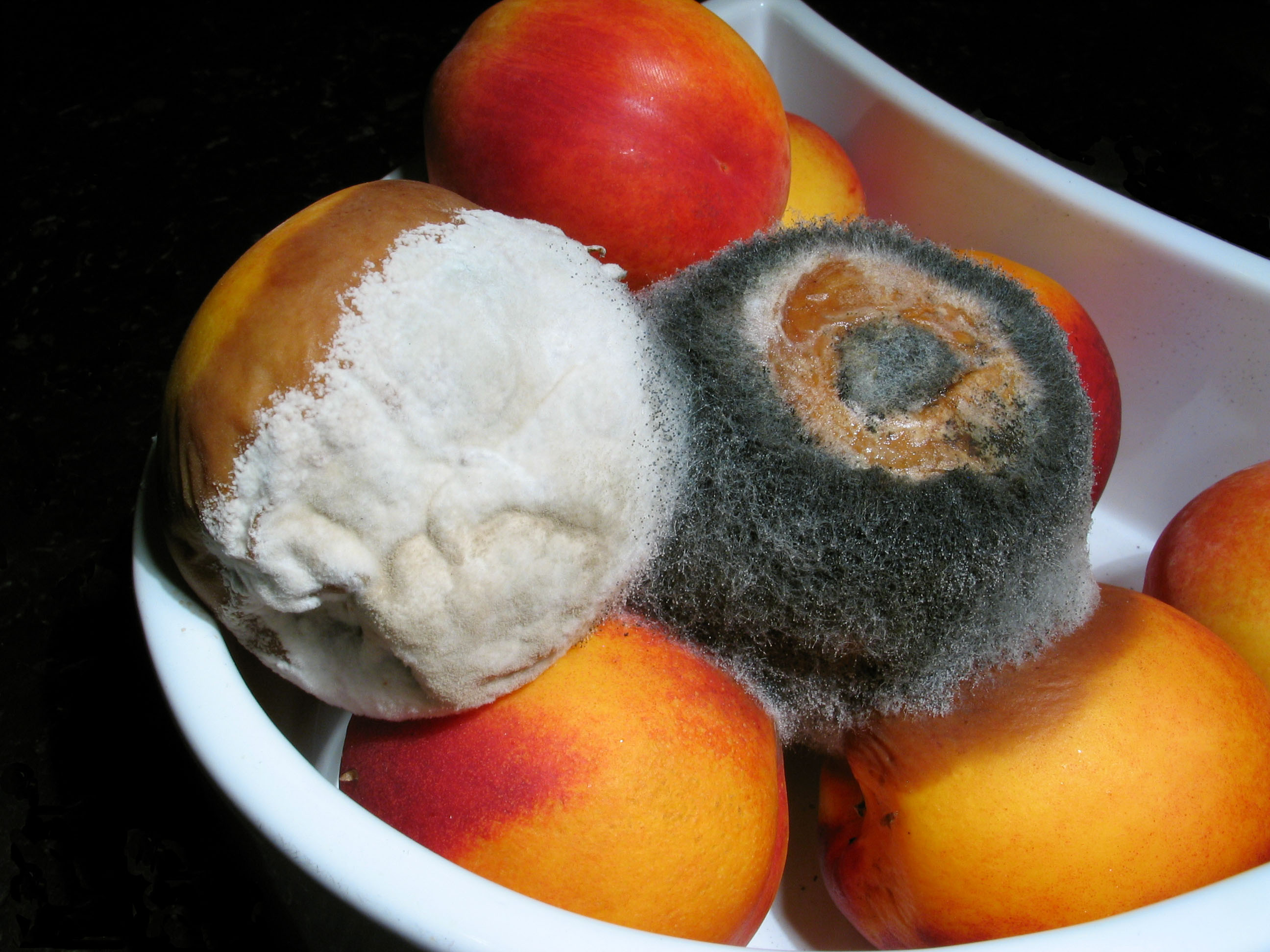
Beschimmelde nectarines.

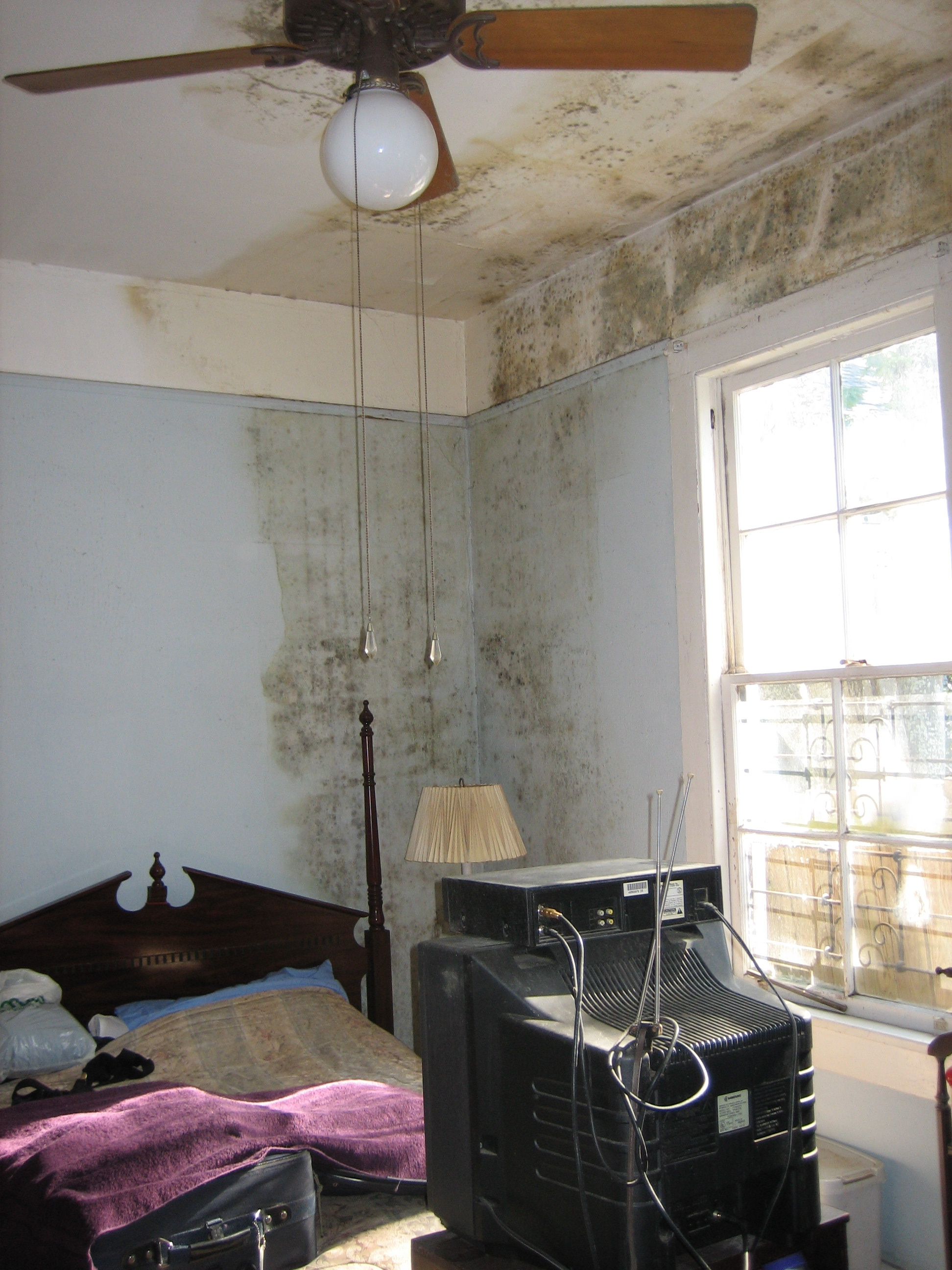
Beschimmelde muren als gevolg van te veel vocht.

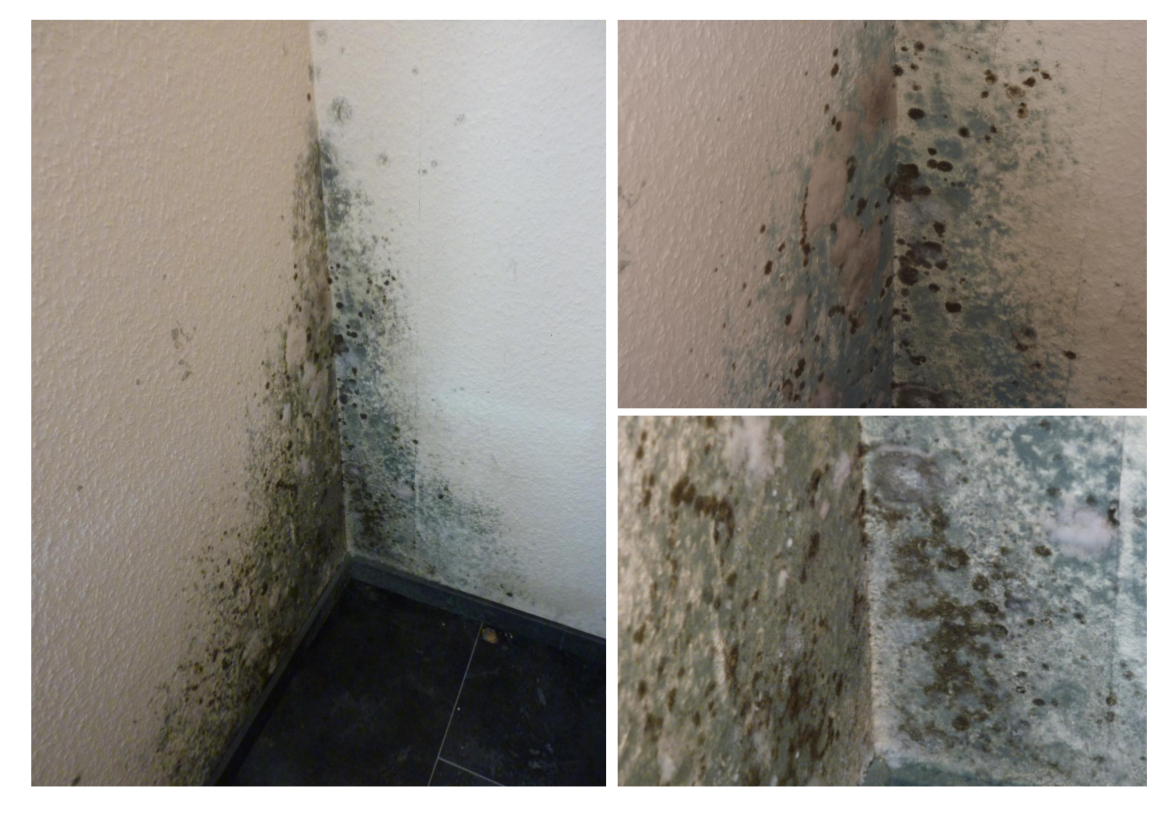
Beschimmelde muur als gevolg van te veel vocht

Beschimmeling is het proces waarbij schimmels voedsel, dieren, planten, bouwmateriaal en andere substraten aantasten. Het wordt zichtbaar doordat delen van schimmels zoals schimmeldraden een gekleurde laag vormen op voedsel of andere objecten.
Beschimmeling is een natuurlijk proces dat optreedt indien de groeicondities voor de schimmel gunstig zijn. Nodig is voldoende voedsel, zoals bij het vergaan van dood materiaal, voldoende vocht, bijvoorbeeld op de huid van mensen of op muren, en de juiste temperatuur. Beschimmeling is ook een vorm van voedselbederf. Een vergelijkbaar proces wordt in de voedingsindustrie en farmacie toegepast bij de productie van bepaalde soorten voeding (bijvoorbeeld kaas, sojasaus, salami en tempé) en antibiotica, zoals penicilline.

## Soorten
Schimmels die beschimmeling veroorzaken zijn niet in een specifieke fylogenetische of taxonomische groep onder te brengen. Onder andere bij de lagere schimmels, Fungi imperfecti, en ascomyceten komt deze verschijningsvorm van schimmels voor.
Enkele schimmels die in staat zijn tot het vormen van beschimmeling zijn
Acremonium, Stachybotrys, Trichoderma en de hieronder genoemde voedselschimmels.

## Ontstaan van beschimmeling
Schimmels planten zich voort via sporen, die door de lucht worden verspreid. Schimmelsporen zijn overal aanwezig en kunnen zich op alle plaatsen waar de omstandigheden zich daartoe lenen ontwikkelen tot beschimmeling. Vocht is daarvoor cruciaal. Verder moeten er genoeg voedingsstoffen aanwezig zijn en dient de schimmel lang genoeg de tijd te krijgen om zich te ontwikkelen. Sporen kunnen langere tijd in rust blijven en pas schimmel vormen als de geschikte omstandigheden zich voordoen.

### Voedsel
Beschimmeling van voedsel kan ontstaan indien voedsel niet goed of te lang opgeslagen wordt. Dit proces is vooral bekend van brood, jam, kaas, groenten en fruit.
Schimmels die verantwoordelijk zijn voor voedselbeschimmeling zijn Alternaria, Aspergillus, Botrytis, Cladosporium, Fusarium, Geotrichum, Monilia, Manoscus, Mortierella, Mucor, Neurospora, Oidium, Oospora, Penicillium, Rhizopus en Thamnidium.
Volgens de Wereldgezondheidsorganisatie is 25% van het voedsel wereldwijd door schimmels aangetast.
In koelkasten komt beschimmeling soms voor in de gedaante van slijmschimmels, die eruitzien als een slijmerige afzetting.
Zit er schimmel op mijn brood?; zei mijn collega medisch analist tijdens de lunch. Volgens haar onmogelijk, brood 1 dag oud. Bij microscopisch onderzoek bleek het wel schimmel te zijn en niet geschikt om op te eten. Waarschijnlijk zat er in dit brood weinig conserveermiddelen en beschimmelde het snel.(zie video)

### Gebouwen en interieur
Meer dan 100.000 soorten schimmels zijn bekend, waarvan 100 tot 150 soorten vaak gevonden worden in gebouwen. Voor schimmelgroei in gebouwen moeten bepaalde condities aanwezig zijn, namelijk:
- Infectie door schimmelsporen
- Geschikte temperatuur
- Voldoende nutriënten in het substraat
- Geschikte vochtcondities
- Geschikte zuurgraad
- Voldoende zuurstof

De condities voor schimmelgroei zijn meestal aanwezig binnen verwarmde gebouwen, met uitzondering van de geschikte vochtcondities. Daarom streeft men in de bouwfysica naar het voorkomen van te hoge vochtigheid. De schimmels die op bouwmaterialen groeien hebben groeicondities van een relatieve vochtigheid aan het oppervlak van 80% tot 100%. Deze schimmels kunnen droge situaties overleven.
De meeste bouwmaterialen zijn vatbaar voor de groei van schimmels. In huizen ontwikkelt beschimmeling zich vaak op muren en plafonds in vochtige ruimtes zoals de badkamer en keuken. Slechte ventilatie draagt bij aan het ontstaan van beschimmeling. Witte schimmel op bakstenen muren, soms muurkanker genoemd, kan het gevolg zijn van salpetervorming, schimmelvorming of muurzouten. Vooral na een overstroming of andere vorm van wateroverlast (zoals een lekkage) is beschimmeling een veelvoorkomend probleem. Beschimmeling komt in de meeste gebouwen voor, maar doorgaans in te kleine hoeveelheden om schadelijk voor de constructie of de menselijke gezondheid te zijn. Grote schade treedt op bij een langdurige hoge luchtvochtigheid. Onder andere tapijten en cellulosehoudend materiaal als multiplex en golfkarton zijn geschikte voedselbronnen voor schimmels. Berucht is huiszwam onder houten vloeren. Als textiel (bijvoorbeeld tentdoek) door grote vochtigheid beschimmeld is zegt men dat "het weer er in zit".

## Gezondheidsproblemen
Schimmels kunnen een gevaar vormen voor de gezondheid, vooral bij mensen met een schimmelallergie of verminderde weerstand kan dit leiden tot aspergillose of een aspergilloom. Echter kan het bij (langdurige) blootstelling ook leiden tot gezondheidsproblemen voor gezonde mensen, denk hierbij aan het Sickbuildingsyndroom of een kalknagel. Aantasting kan via de huid en slijmvliezen verlopen (schimmelinfectie). Schimmelsporen kunnen de luchtwegen aantasten met permanente ademhalingsproblemen als gevolg. Bovendien zijn er schimmelsoorten zoals Stachybotrys chartarum die giftige stoffen produceren die bij langdurige blootstelling onder meer het immuunstelsel aantasten. Schimmels op voedsel kunnen bij het inademen of inslikken leiden tot ziektesymptomen als verminderde eetlust, maar ook tot ernstige aandoeningen als kanker.
Bij aanraking van een beschimmeld voorwerp kan soms een flinke wolk schimmelsporen vrijkomen.

## Aanpak schimmels in huis en voedsel
De eerste stap in het tegengaan van beschimmeling in gebouwen is het wegnemen van het vocht dat de schimmels nodig hebben voor hun groei. Dat kan door:
- Voldoende zonlicht in het gebouw
- Goede ventilatie
- Gebruik van niet-poreuze materialen
- Vochtvreters

Een Heating Ventilation Air Conditioning of luchtfilterinstallatie kan hierbij helpen.
Wegnemen van vocht verhindert dat de schimmel verder groeit, maar ruimt hem niet geheel op. Ook vermindert het niet altijd de gezondheidsrisico’s. Om de beschimmeling weg te krijgen zijn verschillende chemicaliën en schoonmaakmiddelen op de markt. Bedrijven gespecialiseerd in schimmelverwijdering maken ook gebruik van andere methodes, zoals droogijs. De beschimmeling dient geheel verwijderd te worden, daar de door schimmels geproduceerde stoffen die voor mensen gevaarlijk zijn ook in dode schimmel aanwezig blijven.
Als voedsel beschimmeld is kan men dit het beste meteen weggooien. Als dit voedsel in direct contact geweest is met ander voedsel, is dat mogelijk ook besmet. Beschimmeling kan het beste tegen worden gegaan door het voedsel correct en niet te lang te bewaren op koele en droge plekken.